# Giacomo Coppola
Giacomo Coppola (Altomonte, 16 luglio 1797 – Napoli, 2 maggio 1872) è stato un avvocato e politico italiano.

## Biografia
Figlio di Tarquinio Coppola e di Maria Ludovica Beaumont di Castelvetere, era cugino di Ferdinando Maria Balsano (deputato, ecclesiastico e letterato). Sia Giacomo Coppola che suo cugino Ferdinando Balsano erano prozii del pedagogista Francesco Coppola.
Laureato in giurisprudenza all'Università di Napoli, da magistrato fu prima consigliere della Corte d'appello di Napoli (31 dicembre 1860) e poi consigliere della Corte di cassazione di Napoli (21 dicembre 1862).
Come incarichi politico-amministrativi, era stato decurione di Napoli (1846-1848), intendente di Basilicata e prefetto di Potenza (Regno delle due Sicilie) (22 marzo-15 maggio 1848) e deputato al Parlamento napoletano (novembre 1848-1849).
Nell'Italia unita fu senatore del Regno.